# 北京市外侨公墓
北京市外侨公墓，位于北京市朝阳区酒仙桥七棵树，是北京市属公墓。

## 简介
北京市外侨公墓建于1952年，因为当时主要安葬在北京去世的外国侨民，故定名“外侨公墓”。1993年，北京市西静园管理处经市编办批准成立，为副处级殡葬事业单位，隶属北京市殡葬管理处,下辖外侨公墓和西静园公墓（2007年被划出）。
因和中国风俗相近，陆续有部分外国侨民遗骨迁回本国。1996年，经北京市殡葬管理处批准，北京市外侨公墓向社会各界开放。外侨公墓地处东四环与东五环之间，南邻东风公园，北为亮马河畔，东靠东五环。外侨公墓内种植花草、松柏，120米长的欧式骨灰廊是北京市内最早建成的骨灰长廊。
外侨公墓至今仍安葬有法国、美国、德国、印度、越南等国侨民的遗骨，包括何鲁美、Hiller（法国籍人，香港汇丰银行早期的总经理）、车英珪（美国籍韩国裔人，中国地区天主教学者）。相声演员高英培也安葬在此。